# Ходячий труп (фільм)
«Ходячий труп» (англ. Dead Man Walking) — фантастичний фільм.

## Сюжет
1997 рік, моторошна катастрофа, у вигляді зараженням чумою. Чума забрала життя половини жителів Землі, а інша половина розділилася надвоє: на здорових і хворих. Останні були зігнані у чумні зони. Але з'явилася і категорія проміжна — люди-зеро, смертельно хворі, але не заразні. Такого ось ходячого трупа Люгера і наймає один молодий чоловік, щоб визволити свою знайому з лап бандитів.

## У ролях
- Вінгз Хаузер — Джон Люгер
- Брайон Джеймс — Декер
- Памела Людвіг — Лейла
- Леленд Крук — кочівник
- Сай Річардсон — Снейк
- Джо Д'Анджеріо — Гордон
- Тасіа Валенза — Ріка
- Джон Волтер Девіс — лічильник
- Пенелопа Судроу — Пукі
- Джон Петлок — містер Шехн
- Джеффрі Комбс — Чез